# Gorjatjije novosti
Gorjatjije novosti (russisk: Горячие новости) er en russisk spillefilm fra 2009 af Anders Banke.

## Medvirkende
- Andrej Merzlikin som Smirnov
- Jevgenij Tsyganov som Herman
- Marija Masjkova som Katja
- Maksim Konovalov som Klej
- Aleksej Frandetti som Orda